# Karlsteiner Forst
Der Karlsteiner Forst ist eine Gemarkung im oberbayerischen Landkreis Berchtesgadener Land.
Sie liegt vollständig auf dem Gemeindegebiet von Schneizlreuth und ist etwa 1234,91 Hektar groß.
Die Gemarkung grenzt im Norden an die Gemarkung Inzell (09880), im Osten an die Gemarkung Karlstein (099943), im Süden an die Gemarkung Ristfeucht (099945) und im Westen an die Gemarkung Weißbacher Forst (0999944). Die Gemarkung umschließt 13 Enklaven der Gemarkung Weißbach an der Alpenstraße.
Das ehemals gemeindefreie Gebiet Karlsteiner Forst mit einer Fläche von 2168,79 Hektar (1. Oktober 1966) wurde zwischen dem 1. Oktober 1966 und 1. April 1979 (1. Januar 1978?) in die damaligen Gemeinden Weißbach an der Alpenstraße und Karlstein eingegliedert.